# 定光寺町
定光寺町（じょうこうじちょう）は、愛知県瀬戸市品野連区の町名。丁番を持たない単独町名である。

## 地理
- 瀬戸市の北端に位置する[8]。西を春日井市玉野町、北を春日井市木附町、北から東を下半田川町、南を余床町・曽野町・川平町と隣接している[8]。
- 集落は東島（東ノ洞）・中島（中ノ切）・西島（西ノ洞）に分かれ、集落ごとに山神・庚申・愛宕を祀る[8]。
- 玉野川（庄内川）の深い峡谷は深山幽谷青葉にとみ、無数の滝、奇岩怪石が続く景勝地で、尾張の嵐山と称する[8]。

### 河川
- 庄内川（玉野川）[8] ： 町の北西端、春日井市との市境を南西流している。
- 蛇ケ洞川（庄内川支流）[8] ： 町の北端、下半田川町との町境を西流し、町の北端で庄内川に注ぎ込んでいる。
- 東沓掛川（蛇ケ洞川支流）[8] ： 町の北東端、掛川小学校付近[注釈 1]を源流に、下半田川町との町境を北流し、町の北端部で蛇ヶ洞川に注ぎ込んでいる。
- 定光寺川（庄内川支流） ： 町の中央部を県道205号線に沿うように西流し、町の西端で庄内川に注ぎ込んでいる。
- 杁ケ洞川（定光寺川支流） ： 町の南東部から北西流し、町の中央部で定光寺川に注ぎ込んでいる。

### 学区
市立小・中学校に通う場合、学区は以下の通りとなる。また、公立高等学校普通科に通う場合の学区は以下の通りとなる。
| 番・番地等 | 小学校             | 中学校             | 高等学校 |
| ---------- | ------------------ | ------------------ | -------- |
| 全域       | 瀬戸市立掛川小学校 | 瀬戸市立品野中学校 | 尾張学区 |

なお、町内全域において、春日井市への教育事務委託が認められており、申請をすればJR中央本線を利用して春日井市立高蔵寺中学校への通学が可能である。

## 歴史

### 町名の由来
かつては、瀬戸市大字沓掛。町名を制定する際に、大字内にあって名の知れている「定光寺」にするか、旧来の「沓掛」にするか地元民の賛否をとったところ、65%の賛同を得て「定光寺」に町名変更された。

### 沿革
この項では、定光寺・沓掛の地名の変遷についても述べる。
- 戦国時代には、尾張国春日部郡「下はた川　定光寺　くツかけ」として文献に名を残す[13]。
- 1662年（寛文2年） - 尾張国春日井郡の尾張藩領水野代官所支配の沓掛村となる[注釈 2]。もとは中水野村の一部[14]。
- 1880年（明治13年）2月5日 - 春日井郡が東西に分割され、東春日井郡沓掛村となる[14][15]。
- 1889年（明治22年）10月1日 - 市町村制施行の際、沓掛村と下半田川村が合併して掛川村となり、掛川村大字沓掛となる[16][17]。
- 1906年（明治39年）7月16日 - 掛川村が下品野村・上品野村と合併して品野村となり、品野村大字沓掛となる[18][17]。
- 1924年（大正13年）1月1日 - 品野村が町制施行し、品野町大字沓掛となる[19]。
- 1959年（昭和34年）4月1日 - 瀬戸市に編入され、瀬戸市大字沓掛となる[19][17]。
- 1964年（昭和39年）10月1日 - 瀬戸市大字沓掛の全域により、同市定光寺町として成立[2]。同大字は、同日をもって廃止となる[20]。

## 世帯数と人口
2024年（令和6年）2月1日現在の世帯数と人口は以下の通りである。
| 町丁     | 世帯数  | 人口  |
| -------- | ------- | ----- |
| 定光寺町 | 120世帯 | 254人 |

### 人口の変遷
国勢調査による人口の推移。
| 1995年（平成7年）  | 382人 | [ 21 ] |  |
| 2000年（平成12年） | 355人 | [ 22 ] |  |
| 2005年（平成17年） | 354人 | [ 23 ] |  |
| 2010年（平成22年） | 343人 | [ 24 ] |  |
| 2015年（平成27年） | 302人 | [ 25 ] |  |
| 2020年（令和2年）  | 262人 | [ 26 ] |  |

### 世帯数の変遷
国勢調査による世帯数の推移。
| 1995年（平成7年）  | 110世帯 | [ 21 ] |  |
| 2000年（平成12年） | 114世帯 | [ 22 ] |  |
| 2005年（平成17年） | 118世帯 | [ 23 ] |  |
| 2010年（平成22年） | 121世帯 | [ 24 ] |  |
| 2015年（平成27年） | 115世帯 | [ 25 ] |  |
| 2020年（令和2年）  | 107世帯 | [ 26 ] |  |

## 交通

### 鉄道
町内に鉄道は走っていない。最寄り駅はJR中央本線定光寺駅になる。

### バス
瀬戸市コミュニティバス「下半田川線」
- 新瀬戸駅 - イオン瀬戸みずの店 - 中水野駅 - 定光寺駅 - 妻之神 系統 ： 定光寺公園バス停・定光寺町民会館バス停・定光寺町東バス停・掛川小学校バス停[注釈 3][注釈 4]

### 道路
- 愛知県道15号名古屋多治見線（愛岐道路） ： 町の北西部を流れる庄内川に沿って通っている。
- 愛知県道205号下半田川春日井線 ： 町の中央部を東西に貫くように通っている。
- 愛知県道207号定光寺山脇線 ： 町の中央部の定光寺町交差点を起点に南北に通っている。

## 施設
- 瀬戸警察署定光寺駐在所 ： 瀬戸市内にある4つの駐在所のうちの1つ[27]。
- 掛川公民館 ： 1963年（昭和38年）設立[28]。掛川地区住民相互の親睦を深め、教養を高める活動の推進を目標に運営されている[29]。
- 定光寺[8] ： 1336年（建武3年）創建。臨済宗妙心寺派、本尊は延命地蔵菩薩。本堂は国指定重要文化財である[30]。
- 神明神社 ： 1716年（正徳6年）に再建されたとされる。祭神は伊弉諾尊、伊弉册尊、菊理姫尊を祀る[31]。
- 定光寺カントリークラブ[32] ： 愛知高原国定公園の中、ナイター設備も完備され自然林で完全にセパレートされているパー71の18ホール[33]。開業は1980年（昭和55年）4月17日[34]。かつては、セントレジャーゴルフクラブ定光寺という名称であったが、事業譲渡に伴い、2013年（平成25年）10月1日より現名称になった[35]。
- 應夢亭 ： 山間の静かな場所にある全室リバービューの旅館[36]。玉野川を真下に望み、周りの自然が織りなす四季折々の景観が絶景[36]。
- 薬膳茶SoybeanFlour atきらら ： 生い茂る緑と川のせせらぎを聞きながら薬膳茶や薬膳スイーツがいただけるカフェ[37]。
- 定光寺公園 ： 寺院「定光寺」を中心とした公園[38]。桜と紅葉の名所であり、一帯の山林は愛知高原国定公園の一角を占めている[38]。
- 西山自然歴史博物館 ： 織田信長直系の子孫が運営する私設博物館[39]。

- 定光寺
- 定光寺公園

## その他

### 日本郵便
- 郵便番号 ： 480-1201[6]（集配局：瀬戸郵便局[40]）。